# Se me va la voz
«Se me va la voz» es una canción interpretada por el cantante mexicano Alejandro Fernández. La canción sirvió como el primer sencillo de su decimoséptimo álbum de estudio, Dos Mundos (Evolución + Tradición). Alcanzó a llegar a la posición número uno en el 6 de febrero en la tabla de Billboard Hot Latin Songs.

## Información
La canción fue escrita por Roy Tavaré y producida por Áureo Baqueiro, con quien Alejandro ha trabajado en el pasado con sus dos previos álbumes. Fue estrenada en el 8 de diciembre en forma física, móvil y digital junto con la canción "Estuve" de Dos Mundos: Tradición. Posteriormente se lanzó dos remixes primero una versión en reguetón a dúo con Tito el Bambino y otra en ritmo bachata también a dúo, pero con Hector Acosta el "Torito".

## Video musical
El video fue producido y dirigido por Gustavo Garzón. Es una continuación de "Estuve", donde la historia de un triángulo de amor enfatiza el concepto de karma, donde cada acción tiene su reacción, su propio efecto en igual o peor en magnitud; este video implica las consecuencias de la traición. El resultado final es un video que narra dos historias en diferentes tiempos. Los videos tuvieron la participación del actor puertorriqueño Luis Roberto Guzmán y la actriz mexicana Aislinn Derbez, quien personifica a la mujer de Alejandro en los videos. Adriana Ontiveros, una modelo de Jalisco también participó en el video.
El estado de Jalisco sirvió como el escenario para los dos videos. El primer día fue grabado en una Hacienda localizada 30 minutos de Guadalajara, escondida entre la naturaleza y vistas panorámicas a la Barranca de Huentitán, lugar donde nació Don Vicente Fernández, el padre de Alejandro. Otras tomas fueron grabadas en la ciudad, en una moderna residencia, un club de noche y en las calles de Guadalajara.
Para grabar el video fue usada una cámara Red One Edition de alta definición. La duración total de grabación para los dos videos fue de más de 50 horas, con la ayuda de 85 personas aproximadamente. En un periodo de dos días de grabación participaron más de 100 extras, todos nativos de Guadalajara y se contó con el apoyo de 30 elementos de seguridad, una ambulancia, una grúa y varias patrullas. Preproducción, grabación y posproducción de los dos videos tomaría más de cuatro semanas para finalizar, incluyendo editar, corrección de color y el examen de cada detalle.

## Formatos
- Sencillo de CD

1. «Se Me Va la Voz» [Versión Álbum] - 4:03
2. «Se Me Va la Voz» [Versión Remix] con Tito el Bambino - 4:00

## Tablas de éxito
| Tabla (2009)                           | Mejor Posición |
| -------------------------------------- | -------------- |
| Perú Top 20 Ranking                    | 1              |
| Ecuador Singles 100                    | 2              |
| Tabla de sencillos de España           | 10             |
| México Top 100                         | 1              |
| EE. UU. Billboard Hot Latin Tracks     | 1              |
| EE. UU. Billboard Latín Pop            | 1              |
| EE. UU. Billboard Latín Pop Airplay    | 1              |
| EE. UU. Billboard canciones Tropicales | 1              |
| Venezuela Sencillos Chart              | 8              |

## Historial de estreno
| Región         | Dato                   | Formato          | Compañía Discográfica |
| -------------- | ---------------------- | ---------------- | --------------------- |
| Estados Unidos | 9 de diciembre de 2009 | Radio            | Universal Music       |
| Mundial        | 20 de octubre de 2009  | Descarga digital | Universal Music       |
| México         | 5 de octubre de 2009   | Descarga digital | Fonovisa              |

## Sucesiones
| Predecesor: "Dile al Amor" de Aventura | Hot Latin Tracks — Sencillo N° 1 6 de febrero de 2010 - 1 de agosto de 2009 (1a semana) | Sucesor: "Dile al Amor" de Aventura |